# کایزر-ویلهلم-کووگ
کایزر-ویلهلم-کووگ (به آلمانی: Kaiser-Wilhelm-Koog) یک پولدر و شهر در آلمان است که در دیمارشن واقع شده‌است. کایزر-ویلهلم-کووگ ۴۲۹ نفر جمعیت دارد.